# Frans Wildiers
Frans Wildiers (Antwerpen, 24 oktober 1905 - 3 oktober 1986) was een Belgisch Vlaams-nationalistische collaborateur, advocaat en politicus voor het VNV.

## Levensloop
Frans Wildiers was een zoon van Emiel Wildiers en een broer van Max Wildiers. Hij volgde de humaniora aan het Onze-Lieve-Vrouwecollege in Antwerpen en studeerde rechten aan de Katholieke Universiteit Leuven, waar hij in 1930 promoveerde tot doctor in de rechten. Tijdens zijn studententijd was hij bestuurslid van het Dietsch Studentenverbond en voorzitter van de Antwerpse afdeling van het Algemeen Katholiek Vlaamsch Studentenverbond.
Hij vestigde zich vanaf 1930 als advocaat in Antwerpen. Actief geworden in de Frontpartij, werden bij hem thuis de bijeenkomsten gehouden met Staf De Clercq die leidden tot de oprichting in 1933 van het Vlaamsch Nationaal Verbond (VNV) voor het arrondissement Antwerpen. In 1936 werd hij verkozen tot provincieraadslid, op de lijst van het Vlaamsch Nationaal Blok. Hij werd ondervoorzitter van de provincieraad. In 1938 werd hij verkozen tot gemeenteraadslid van Schoten, als kandidaat op een gezamenlijke lijst van VNV en Katholieke Vlaamsche Volkspartij (KVV). Hij werd onmiddellijk schepen van onderwijs. Bij de wetgevende verkiezingen van 1939 was hij kandidaat op een kieslijst van het Vlaamsch Nationaal Blok voor het arrondissement Antwerpen, maar werd niet verkozen.
In mei 1940 vertrok hij naar Frankrijk en was er onder meer getuige van de parlementaire bijeenkomst in Limoges. Terug thuis was hij van juni 1940 tot maart 1941 waarnemend burgemeester van Schoten. Hij speelde vervolgens een rol binnen het bestuur van de provincie Antwerpen. Zo was hij van maart 1941 tot oktober 1942 als bestendig afgevaardigde en van oktober 1942 tot september 1944 als gouverneur van de provincie Antwerpen en in 1943 gedurende enkele maanden ook van de provincie Brabant.
Tijdens de oorlog bleef hij actief binnen het VNV als voorzitter van de 'Commissie bestuurspolitiek', die de hoge ambtenaren samenbracht die tot de partij behoorden en zich inzette voor het benoemen van VNV'ers als burgemeesters en schepenen. Na in september 1944 te zijn opgepakt, werd hij na vijf jaar, in februari 1949, veroordeeld tot twee jaar gevangenisstraf, die hij ondertussen al had uitgezeten.
Aangezien het om functies ging die hij onder toezicht en met goedkeuring van de bezetter had uitgeoefend, werd hij niet in de reeks rechtmatige Antwerpse gouverneurs of Schotense burgemeesters opgenomen.
Hij trad vervolgens in dienst van het Vlaams Economisch Verbond (VEV), waar hij het hoofdredacteurschap en het directeurschap van de VEV-berichten op zich nam (1950-1963). In 1963 groeide de publicatie uit tot het weekblad Tijd, dat in 1968 het dagblad Financieel Economische Tijd werd. Vanaf 1963 tot 1971 was hij de afgevaardigde bestuurder van het VEV en was een van de voornaamste drijvende krachten van deze vereniging.

## Publicaties
- De greep naar de macht, brochure met voorwoord door Frans Wildiers, Antwerpen, 1942.